# 東藻琴村
東藻琴村（日语：／ Higashimokoto mura */?）為過去位於日本北海道網走支廳東部的行政區劃，已於2006年3月31日與女滿別町合併為新設立的大空町。
名稱源自阿伊努語的「mo-kor-to」（睡眠的湖）、「po-kor-to」（有小孩的湖）或「muk-to」（阻塞的湖）。

## 歷史
- 1947年2月11日：網走町改制為網走市時，東藻琴村從網走町分村。[1]
- 2006年3月31日：與女滿別町合併為新設立的「大空町」。

## 產業
以農業、奶酪畜牧業為主，並設有乳酪產品加工廠。

## 交通

### 機場
- 女滿別機場（位於女滿別町）

### 鐵路
- 過去曾經有東藻琴村營軌道，現已廢止。

### 道路
| 一般國道 - 國道334號 | 道道 - 主要地方道 - 北海道道102號網走川湯線 - 一般道道 - 北海道道767號明生北濱線 - 北海道道995號東藻琴豐富線 |

## 觀光景點
- 藻琴山
- 藻琴山溫泉芝櫻公園

## 教育

### 高等學校
- 道立北海道東藻琴高等學校

### 中學校
- 東藻琴村立東藻琴中學校

### 小學校
- 東藻琴村立東藻琴小學校

## 姊妹市・友好都市

### 日本
- 冰川町（熊本縣）

## 外部連結
- （日語）藻琴山溫泉芝櫻公園 （页面存档备份，存于）
- （日語）女滿別町・東藻琴村合併協議會 （页面存档备份，存于）
- （日語）女滿別町・東藻琴村任意合併協議會 （页面存档备份，存于）
- （日語）大空町社會福祉協議會東藻琴地區事務所[永久]